# Kirsten Rask (sprogmagister)
 For alternative betydninger, se Kirsten Rask. (Se også artikler, som begynder med Kirsten Rask)
Kirsten Rask (født 11. februar 1951 i Ærøskøbing) er cand. mag. i dansk og russisk, og forfatter til mange bøger og artikler om sprog. Hun satte gang i debatten om anglificering af det danske sprog med en kronik i Politiken den 5. september 1999, Dogmedansk. Kirsten Rask var medlem af Dansk Sprognævn 2003-2005.

## Priser
Tildelt Lise Volst Prisen på 35.000 kr i 2002 af Dansk Forfatterforening.

## Udvalgte udgivelser
- Fagsprog – videnssprog (2004)
- Rasmus Rask – store tanker i et lille land (2002)
- Sprogrenserordbog – tal dansk! (2000, 2. udv. udg. 2001)
- Når pædagoger skriver. En håndbog i skriftlig kommunikation (1996)
- Stilistik. Sprogets former og litterære figurer (1995)

## Ekstern henvisning
- Rask Kommunikation – Forside